# Цинь (империя)
Империя Цинь (кит. упр. 秦朝, пиньинь Qín Cháo, палл. Цинь чао) — первая империя в истории Китая.

## Империя Цинь

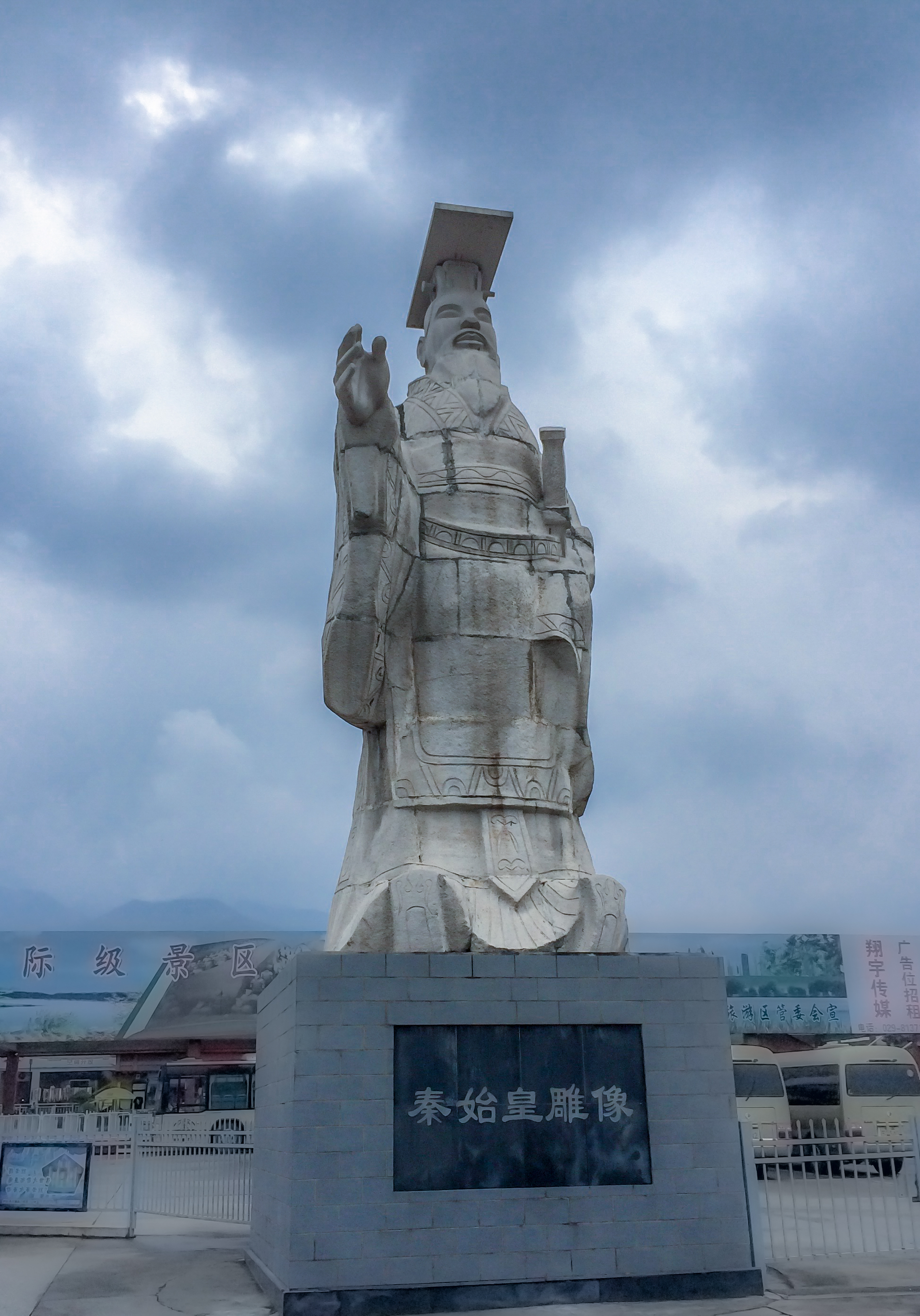
Статуя Цинь Шихуана, основателя династии Цинь и первого императора объединённого Китая

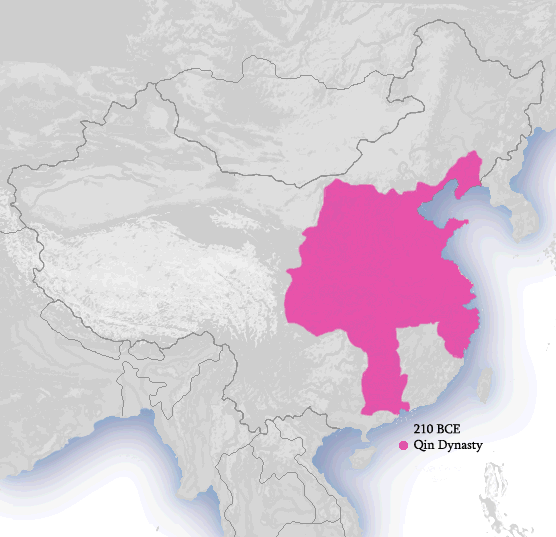
Империя Цинь в 210 году до н.э.

Основатель империи — правитель китайского царства Цинь Шихуанди — объединил Китай под своей властью в 221 до н. э., разделив страну на 36 провинций, управлявшихся чиновниками, назначаемыми императором. Император Цинь Шихуан создал централизованное, управляемое государство на основе легизма, при этом проводились репрессии против сторонников конфуцианства: так, в 213 до н. э. был издан указ о сожжении недозволенных сочинений, находящихся в частном владении, а в 212 до н. э. (это недостоверно) были казнены 460 конфуцианцев и значительное число было «сослано на границы».
Цинь Шихуан объявил о прекращении всех войн навек, собрал от князей оружие и переплавил, построив 12 больших монументов. Он упорядочил меры и веса, ввёл стандартное написание иероглифов, организовал жёсткую бюрократическую систему правления.
Правление Цинь Шихуана характеризовалось большим количеством общественных работ, в которые были вовлечены миллионы человек. В этот период была начата постройка Великой Китайской стены длиной 8851,8 км, построены уникальная гробница Цинь Шихуана, в которую входила Терракотовая армия, огромнейший императорский дворец Эпан. Сеть дорог общей длиной 7500 км опоясывала страну, дороги были шириной 15 м с тремя полосами, причём центральная полоса предназначалась для императора.
Смерть Цинь Шихуана в 210 до н. э. наступила во время поездки по стране, в которой его сопровождали его младший сын Ху Хай, начальник канцелярии евнух Чжао Гао и главный советник Ли Сы. Опасаясь волнений, они скрыли смерть императора и, вступив в сговор, сфабриковали от имени императора письмо, в котором престолонаследником объявлялся не старший сын Фу Су, а младший — Ху Хай. В этом же письме содержался приказ о «даровании почётной смерти» Фу Су и военачальнику Мэн Тяню.
Ху Хай в 21-летнем возрасте вступил на трон под именем Эрши Хуанди, однако фактически оставался марионеткой Чжао Гао и через три года был принуждён к самоубийству по его приказанию.
В империи начались восстания, возглавленные Чэнь Шэном, У Гуаном и Лю Баном (конец 209 до н. э. — начало 208 до н. э.). В октябре 207 до н. э. столица империи Сяньян была взята войсками Лю Бана, провозглашённого императором и ставшего основателем империи Хань.
В январе 206 до н. э. генерал Сян Юй повторно взял столицу, которую ему уступил Лю Бан, разрушил город и массово истребил жителей, Цзыин — последний правитель Цинь — был казнён.

## Цари (ваны) и императоры Цинь
С конца IX в. до н. э. правители Цинь носили титул гунов (князей), с 325 до н. э. — ванов (царей), с 221 до н. э. — ди (императоров).
| Титул / посмертное имя                        | Фамильное имя                          | Период правления            |
| --------------------------------------------- | -------------------------------------- | --------------------------- |
| Имя в литературе: Циньский + посмертное имя   |                                        |                             |
| Хуэйвэнь-ван (惠文王 Huiwen) (Хуэйвэнь-цзюнь) | Ин Сы (嬴駟 yíng si)                   | 324 до н. э. — 311 до н. э. |
| У-ван (武王 Wu)                               | Ин Дан (嬴蕩 yíng dang)                | 310 до н. э. — 307 до н. э. |
| Чжаосян-ван (昭襄 Zhāoxiāng)                  | Ин Цзэ (嬴則 yíng zé или 嬴稷 yíng jì) | 306 до н. э. — 250 до н. э. |
| Сяовэнь-ван (孝文 Xiàowén)                    | Ин Чжу (嬴柱 yíng zhù)                 | 250 до н. э.                |
| Чжуансян-ван (莊襄 Zhuāngxiāng)               | Ин Цзычу (嬴子楚 yíng zi chǔ)          | 249 до н. э. — 247 до н. э. |
| Цинь Шихуанди (始皇帝 Shǐ Huángdì)            | Ин Чжэн (嬴政 yíng zhèng)              | 246 до н. э. — 210 до н. э. |
| Эр Шихуанди (二世皇帝 Èr Shì Huángdì)         | Ин Хухай (嬴胡亥 yíng hú hài)          | 209 до н. э. — 207 до н. э. |
| Цзыин (秦王子嬰 qín wáng zi yīng)             | Ин Цзыин (嬴子嬰 yíng zi yīng)         | 207 до н. э.                |